# Baeacris
Baeacris is een geslacht van rechtvleugeligen uit de familie veldsprinkhanen (Acrididae). De wetenschappelijke naam van dit geslacht is voor het eerst geldig gepubliceerd in 1977 door Rowell & Carbonell.

## Soorten
Het geslacht Baeacris omvat de volgende soorten:
- Baeacris bogotensis Carbonell & Ronderos, 1973
- Baeacris descampsi Carbonell & Ronderos, 1973
- Baeacris maquiritare Carbonell & Ronderos, 1973
- Baeacris morosus Rehn, 1905
- Baeacris penianus Ronderos, 1992
- Baeacris pseudopunctulatus Ronderos, 1964
- Baeacris punctulatus Thunberg, 1824
- Baeacris talamancensis Rowell & Carbonell, 1977
- Baeacris tarijensis Ronderos, 1979